# Hapsifera marmarota
Hapsifera marmarota är en fjärilsart som beskrevs av Edward Meyrick 1914. Hapsifera marmarota ingår i släktet Hapsifera och familjen äkta malar.
Artens utbredningsområde är Malawi. Inga underarter finns listade i Catalogue of Life.